# 能级

原子中电子的能级：基态（ground state）和激发态（excited state）。在吸收能量后，电子可能会跃迁到一个更高的激发态。

能级（英語：energy level）又称能阶，是描述量子力学体系或处于束缚态的微观粒子（原子、电子、分子等）可能存在的相对稳定状态下，所对应一系列不连续的、分立的且确定的“内在”能量值或状态。这与经典粒子形成对比，后者的能量可以是任意数值。这个术语通常用来指原子、离子或分子中电子的能级，这些电子受原子核电场的束缚，但它也可以指原子核的能级，或者分子中的振动能级与转动能级。具有这种离散能级的体系，其能量谱被称为量子化的。
能级理论则是一种解释原子核外电子运动轨道的理论。它认为电子只能在特定的、分立的轨道上运动，各个轨道上的电子具有分立的能量，这些能量值即为能级。由于距原子核越远的电子越不受束缚，因此其能级越高，该电子具有越多的电子能量。距离原子核最近的一层叫作“1层”（也称“K层”），接下来是“2层”（或“L层”），然后是“3层”（或“M层”），依次向外延伸。电子层对应着主量子数（{\displaystyle n} = 1, 2, 3, 4, …），也可以用X射线标记法中的字母来表示（K、L、M、N，…）。
每个电子层所能容纳的电子数是固定的：第一层最多可容纳 2 个电子，第二层最多可容纳8个电子（2 + 6），第三层最多可容纳18个电子（2 + 6 + 10），以此类推。一般的公式是，第{\displaystyle n}层最多可容纳{\displaystyle 2n^{2}}个电子。由于电子受到原子核的静电吸引，原子的电子通常只有在更内层的电子已经完全填满后，才会进入外层。不过，这并不是绝对的：原子可能会有两层甚至三层未填满的外层电子。（更多细节见构造原理。）至于为什么电子会分布在这些电子层中，可以参考“电子排布”的解释。
如果按照通常的约定，将距离原子核或分子无限远处的势能设为零，那么处于束缚态的电子就具有负的势能。
如果一个原子、离子或分子处在可能的最低能级上，那么它和其中的电子就被称为处于基态。如果处在更高的能级上，就称为激发态；或者说，任何能量高于基态的电子都是激发电子。若某个能级对应不止一种可测量的量子态，则该能级被称为简并的。
电子可以在不同的轨道间发生跃迁，电子吸收能量可以从低能级跃迁到高能级或者从高能级跃迁到低能级从而辐射出光子。氢原子的能级可以由它的光谱显示出来。

## 解释

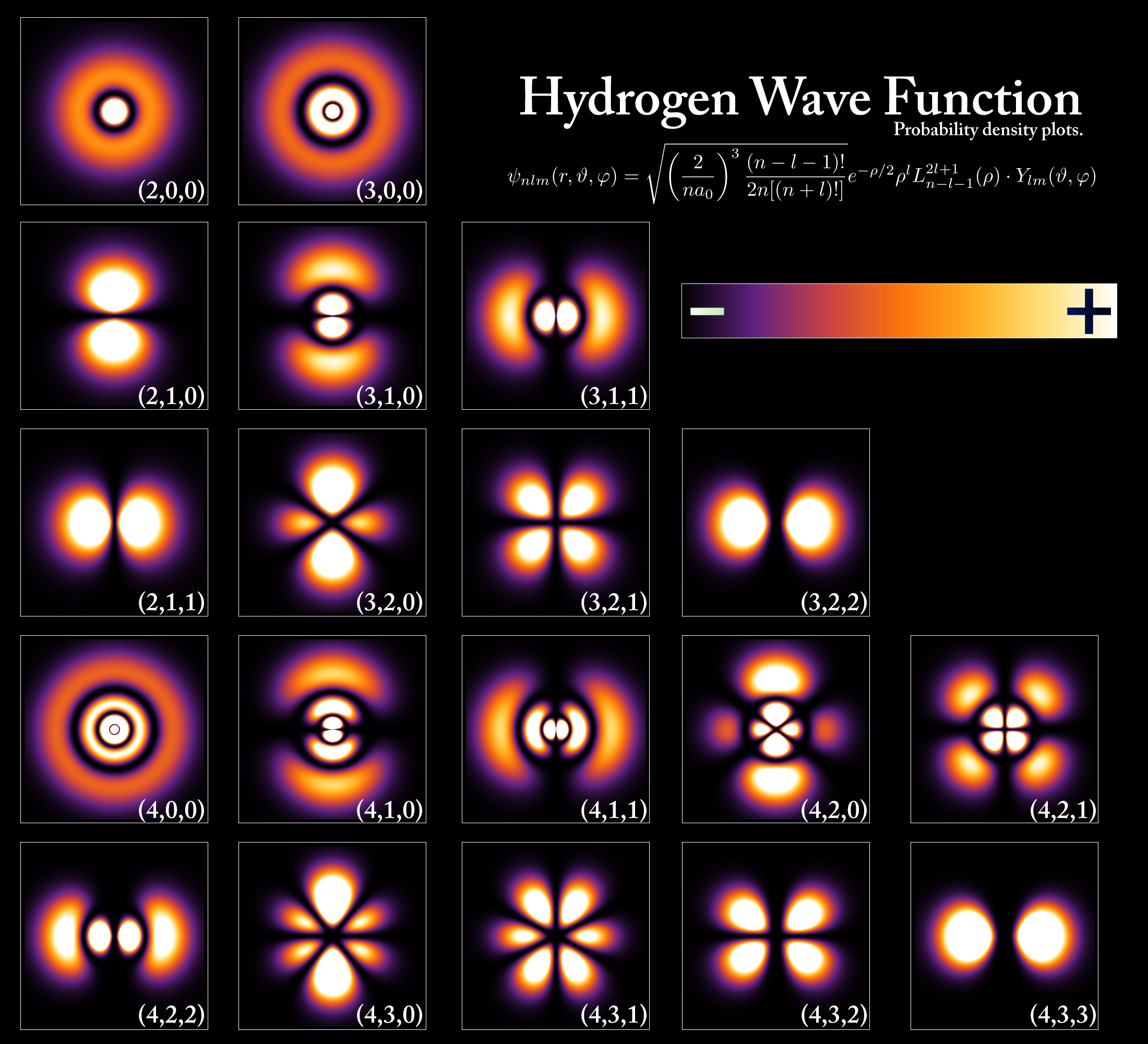
氢原子的波函数，它展示了在原子核周围空间中找到电子的概率。每一个定态都对应于原子的一个特定能级。

量子化的能级源于粒子的波动性，该性质建立了粒子能量与波长之间的联系。对于像原子中电子这样被限制在一定空间内的粒子，具有确定能量的波函数呈现驻波的形式。能量确定的状态被称为定态，因为它们随时间不会发生变化。通俗地说，这些状态对应于波函数在一条闭合路径（起点和终点相同的路径，比如绕原子核运动的圆轨道）上恰好容纳整数个波长，其中波长的个数决定了原子轨道的类型（s轨道对应0，p轨道对应1，依此类推）。展示能级如何在数学上产生的基本例子包括“无限深方形阱”和“量子谐振子”。
能量态的任意叠加（线性组合）同样也是一种量子态，但这类状态会随时间演化，并不具有确定的能量。对能量的测量会导致波函数塌缩，使体系进入仅由某一个能量态构成的新状态。对一个体系可能能级的测量被称为光谱学。

## 历史
19世纪末20世纪初，人类开始走进微观世界，物理学家提出许多关于原子机构的模型，这里就包括卢瑟福的核式模型。核式模型能很好地解释实验现象，因而得到许多人的支持；但是该模型与经典的电磁理论有着深刻的矛盾。

### 经典理论的局限
实验事实表明：原子具有高度的稳定性，即使受到外界干扰，也很不易改变原子的属性；且氢原子所发出的光谱为线状光谱，与经典电磁理论得出的结论完全不同。
然而，按经典电磁理论，电子绕核转动具有加速度，加速运动着的电荷（电子）要向周围空间辐射电磁波，电磁波频率等于电子绕核旋转的频率，随着不断地向外辐射能量，原子系统的能量逐渐减少，电子运动的轨道半径也越来越小，绕核旋转的频率连续增大，电子辐射的电磁波频率也在连续地变化，因而所呈现的光谱应为连续光谱。
由于电子绕核运动时不断向外辐射电磁波，电子能量不断减少，电子将逐渐接近原子核，最后落于核上，这样，原子应是一个不稳定系统。

### 新理论的提出
丹麦物理学家尼尔斯·玻尔於1913年提出了自己的原子结构假说，认为围绕原子核运动的电子轨道半径只能取某些分立的数值，这种现象叫轨道的量子化，不同的轨道对应着不同的状态，在这些状态中，尽管电子在做高速运动，但不向外辐射能量，因而这些状态是稳定的。原子在不同的状态下有着不同的能量，所以原子的能量也是量子化的。

## 原子

### 内禀能级
在下面给出的原子中不同能级电子的能量公式中，通常将能量的零点设定为电子完全脱离原子的时候，也就是电子的主量子数{\displaystyle n=\infty }时。若电子仍束缚在原子上、处于任意更小的{\displaystyle n}值时，它的能量更低，并被视为负值。

#### 轨道态能级：原子/离子（含原子核+一个电子）
设想在类氢原子（或离子）中，某个原子轨道上只有一个电子。其能量主要由带负电的电子与带正电的原子核之间的静电相互作用决定。电子绕核运动的能级由下式给出：
{\displaystyle E_{n}=-hcR_{\infty }{\frac {Z^{2}}{n^{2}}}}
（通常在1eV到103eV之间），其中，{\displaystyle R_{\infty }}为里德伯常数，{\displaystyle Z}为原子序数，{\displaystyle n}为主量子数，{\displaystyle h}为普朗克常数，c为光速。对于类氢原子（或离子），里德伯能级仅依赖于主量子数{\displaystyle n}。
这个公式的推导来自将任意类氢粒子的里德伯公式（如下所示）与{\displaystyle E=h\nu =hc/\lambda }相结合，并假设公式中的主量子数{\displaystyle n_{1}=n}，而{\displaystyle n_{2}=\infty }（即电子从某个能级跃迁到无穷远时发射光子的情况）。里德伯公式最初是通过对发射光谱的实验数据归纳得出的。
{\displaystyle {\frac {1}{\lambda }}=RZ^{2}\left({\frac {1}{n_{1}^{2}}}-{\frac {1}{n_{2}^{2}}}\right)}
一个等价的公式也可以通过量子力学推导出来：从定态薛定谔方程出发，利用动能哈密顿算符，并将波函数作为本征函数，就能得到能级作为本征值。不过在这种推导中，里德伯常数会被其他更基本的物理常数所替代。

#### 原子中的电子间相互作用
如果原子周围存在不止一个电子，电子间的相互作用会抬高能级。如果电子波函数的空间重叠度很低，这种相互作用通常可以忽略。
对于多电子原子，电子之间的相互作用使得前述仅以原子序数{\displaystyle Z}表达的公式不再准确。一个简单（但并不完整）的理解方式是屏蔽效应：外层电子感受到的有效原子核电荷减弱，因为内层电子紧密束缚在原子核附近，部分抵消了核电荷。由此引入一个近似修正，即将{\displaystyle Z}替换为有效核电荷{\displaystyle Z_{\rm {eff}}}，而{\displaystyle Z_{\rm {eff}}}又强烈依赖于主量子数。
{\displaystyle E_{n,\ell }=-hcR_{\infty }{\frac {{Z_{\rm {eff}}}^{2}}{n^{2}}}}
在这种情况下，轨道类型（由角量子数{\displaystyle \ell }决定）及其在分子中的能级都会影响{\displaystyle Z_{\rm {eff}}}，从而也影响原子中各电子的能级。原子电子排布中的构造原理正是基于这些不同能级来进行的。在基态下给原子填充电子时，总是优先填充能量最低的能级，并且必须遵循泡利不相容原理、构造原理以及洪特规则。

#### 精细结构分裂
精细结构源自以下几方面的效应：相对论性的动能修正、自旋-轨道耦合（即电子自旋与其运动和原子核电场之间的电动力学相互作用），以及达尔文项（s轨道电子在原子核内的接触相互作用）。这些效应对能级的影响量级通常在10−3eV左右。

#### 超精细结构
这种更精细的结构来自电子与原子核之间的自旋-自旋耦合，其对能级的影响量级通常在10−4eV 左右。

### 由外部场引起的能级

#### 塞曼效应
与电子轨道角动量{\displaystyle L}相关的磁偶极矩{\displaystyle \mu _{L}}会产生相应的相互作用能，其表达式为
{\displaystyle U=-{\boldsymbol {\mu }}_{L}\cdot \mathbf {B} }
其中
{\displaystyle -{\boldsymbol {\mu }}_{L}={\dfrac {e\hbar }{2m}}\mathbf {L} =\mu _{B}\mathbf {L} }.
另外，还需要考虑由电子自旋产生的磁矩。
由于相对论效应（狄拉克方程），电子自旋会产生一个磁矩{\displaystyle \mu _{S}}：
{\displaystyle -{\boldsymbol {\mu }}_{S}=-\mu _{\text{B}}g_{S}\mathbf {S} },
其中{\displaystyle g_{S}}是电子自旋的g因子（约为2），由此产生总磁矩{\displaystyle \mu }：
{\displaystyle {\boldsymbol {\mu }}={\boldsymbol {\mu }}_{L}+{\boldsymbol {\mu }}_{S}}.
因此相互作用能量为：
{\displaystyle U_{B}=-{\boldsymbol {\mu }}\cdot \mathbf {B} =\mu _{\text{B}}B(M_{L}+g_{S}M_{S})}.

## 分子
分子中原子之间形成化学键，是因为这样可以使相关原子处于更稳定的状态，这通常意味着这些原子在分子中的总能量低于它们未形成键时的能量。当单独的原子相互接近形成共价键时，它们的轨道会相互影响能级，形成成键轨道和反键轨道。成键轨道的能量较低，而反键轨道的能量较高。为了使分子中的键稳定，形成共价键的电子会占据较低能量的成键轨道，根据具体情况，这些轨道可用σ或π等符号表示。对应的反键轨道则在符号后加星号，表示为σ*或π*。分子中的非键轨道是指含有外层电子但不参与成键的轨道，其能量与组成原子的能级相同，这类轨道可标记为n轨道。n轨道中的电子通常是孤对电子。在多原子分子中，还会涉及不同的振动和转动能级。
大体来说，一个分子的能态（即分子哈密顿量的本征态）是电子能、振动能、转动能、核能和平动能的总和，即：
{\displaystyle E=E_{\text{electronic}}+E_{\text{vibrational}}+E_{\text{rotational}}+E_{\text{nuclear}}+E_{\text{translational}}}
其中{\displaystyle E_{\rm {electronic}}}是电子分子哈密顿量的本征值（即势能面的值）在分子平衡构型处的取值。
分子的能级用分子项符号标记。这些能量分量的具体数值随具体能态和物质而变化。

### 能级图
分子中原子之间的化学键存在多种类型的能级示意图。
示例分子轨道图、雅布翁斯基图、弗兰克-康登图

## 能级跃迁

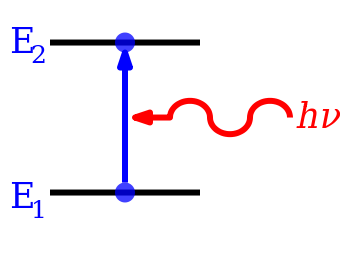
能级从E_{1}升高到E_{2}是由于吸收了一个光子（由红色波浪箭头表示），该光子的能量为hν。

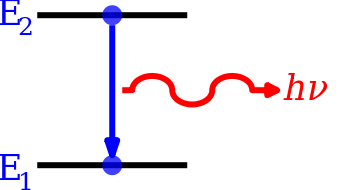
能级从E_{2}降低到E_{1}导致光子的发射（由红色波浪箭头表示），该光子的能量为hν。

原子和分子中的电子可以通过发射或吸收光子（电磁辐射）而发生能级跃迁，这个光子的能量必须恰好等于两个能级之间的能量差。
电子也可以从原子、分子或离子等中被完全移除。将电子从原子中完全移除可以看作是一种电离，本质上是将电子移到主量子数无限大的轨道上，实际上距离原子（或离子）如此之远，以至于对剩余的原子几乎没有影响。对于不同类型的原子，存在第一、第二、第三等等电离能，分别对应从原子（最初处于基态）中依次移除能量最高的第一、第二、第三等等电子。相应地，当电子被添加到带正电的离子或某些原子上时，也可以释放能量，有时以光子能的形式释放。分子还可以发生振动能级或转动能级的跃迁。能级跃迁也可以是非辐射性的，即不涉及光子的发射或吸收。
如果一个原子、离子或分子处于最低能级，则称其及其电子处于基态。如果处于更高能级，则称为激发态，或者说任何能量高于基态的电子都是激发态。这样的物质可以通过吸收光子跃迁到更高能级，前提是光子的能量等于两个能级之间的能量差。反过来，激发态物质可以通过自发发射一个能量等于能级差的光子而跃迁到更低能级。光子的能量等于普朗克常数{\displaystyle h}与其频率{\displaystyle f}的乘积，因此光子的能量与频率成正比，或与波长{\displaystyle \lambda }成反比。
{\displaystyle \Delta E=hf=hc/\lambda },
这是由于光速{\displaystyle c}等于{\displaystyle f\lambda }。
相应地，许多类型的光谱学都是基于检测发射或吸收光子的频率或波长，从而提供被分析物质的信息，包括通过分析光谱获得的能级和材料电子结构的信息。
星号通常用来表示激发态。分子中电子从基态跃迁到激发态的过程可以用符号表示，例如σ→σ*、π→π* 或n→π*，分别表示电子从σ成键轨道激发到σ反键轨道，从π成键轨道激发到π反键轨道，或者从n非键轨道激发到π反键轨道。这些类型的激发分子也可以发生逆向电子跃迁回到基态，分别表示为σ*→σ、π*→π和π*→n。
分子中电子的能级跃迁可以与振动跃迁结合，称为振动电子跃迁。振动跃迁和转动跃迁可以通过转动-振动耦合结合。在转动-振动-电子耦合中，电子跃迁同时与振动和转动跃迁结合。参与这些跃迁的光子能量可覆盖电磁谱的不同范围，如X射线、紫外、可见光、红外或微波辐射，这取决于跃迁类型。一般来说，电子态之间的能量差最大，振动能级之间的能量差居中，转动能级之间的能量差最小，尽管不同类型的能量差可能存在重叠。平动能级几乎是连续的，可以用经典力学计算为动能。
温度升高会使流体中的原子和分子运动加快，从而增加它们的平动能，并使分子在振动和转动模式上的平均振幅升高（使分子达到更高的内部能级）。这意味着随着温度上升，平动、振动和转动对分子热容量的贡献使分子能够吸收更多热量并保持更高的内能。热传导通常通过分子或原子之间的碰撞实现，将热量相互传递。在更高的温度下，电子也可能被热激发到原子或分子的高能轨道。随后电子跃迁到较低能级时，可以释放光子，从而可能产生带有颜色的光辉。
离原子核较远的电子具有比靠近原子核的电子更高的势能，因此它与原子核的束缚更弱，因为电子的势能为负值，并且与其到原子核的距离成反比。

## 晶体材料
晶体中存在能带，而不仅仅是离散能级，或者说除了离散能级之外还存在能带。电子可以在未填满的能带中取任意能量。乍一看，这似乎违反了能级离散的要求。然而，如能带理论所示，能带实际上由许多离散能级组成，这些能级彼此间距非常小，以至于难以分辨。在一个能带内，能级的数量大约与晶体中的原子数相当，因此尽管电子实际上受限于这些能量，它们看起来似乎可以取连续的值。晶体中重要的能级包括价带顶部、导带底部、费米能级、真空能级，以及晶体中任何缺陷态的能级。